# Evropa suverénních národů
Evropa suverénních národů (anglicky Europe of Sovereign Nations) je krajně pravicová politická skupina Evropského parlamentu. Byla založena 10. července 2024 po červnových volbách téhož roku a jejím hlavním členem je s čtrnácti poslanci Alternativa pro Německo (AfD). Z českých europoslanců je jejím členem Ivan David z hnutí Svoboda a přímá demokracie (SPD). Spolupředsedy skupiny jsou René Aust z AfD a Stanisław Tyszka z polské Nové naděje.
Alternativa pro Německo vytvořila novou skupinu v reakci na to, že po aférách kolem Maximiliana Kraha byla vyloučena ze skupiny Identita a demokracie a nebyla přizvána ani do nově vznikající skupiny Patrioti pro Evropu.

## Členové
| Členský stát | Název strany                                                                           | Evropská strana              | Počet mandátů |
| ------------ | -------------------------------------------------------------------------------------- | ---------------------------- | ------------- |
| Bulharsko    | Obnova Възраждане                                                                      | Žádná                        | 3/17          |
| Česko        | Svoboda a přímá demokracie (SPD)                                                       | Strana identity a demokracie | 1/21          |
| Francie      | Znovudobytí Reconquête (R!)                                                            | Žádná                        | 1/81          |
| Německo      | Alternativa pro Německo Alternative für Deutschland (AfD)                              | Žádná                        | 14/96         |
| Litva        | Unie lidu a spravedlnosti Tautos ir teisingumo sąjunga (centristai, tautininkai) (TTS) | Žádná                        | 1/11          |
| Polsko       | Nová naděje Nowa Nadzieja (NN)                                                         | Žádná                        | 3/53          |
| Maďarsko     | Hnutí Naše vlast Mi Hazánk Mozgalom (MHM)                                              | Žádná                        | 1/21          |
| Slovensko    | Republika                                                                              | Žádná                        | 1/14          |
|              | Celkem                                                                                 | Celkem                       | 25/720        |